# Eupithecia balteata
Eupithecia balteata es una especie de polilla de la familia Geometridae. La especie fue descrita por primera vez por el lepidopterólogo inglés William Warren habiendo sido descrita en 1987, con distribución en México. El sintipo de la especie fue descrita en Orizaba. Tiene gran parecido a otra especie descrita por Warren en Brasil, la Eupithecia maleformata

## Descripción
Es una polilla pequeña con una envergadura de unos 18 milímetros (0,7 plg). El ala anterior es blanco grisáceo, con marcas gris oliva formando bandas oscuras separadas por espacios claros y claros. Cuenta con un parche basal pequeño, una banda pálida con un parche gris en la costa del ala. La fascia central se ve bordeada por bandas gris oliva de dos líneas separadas por un espacio pálido central con una línea curva a lo largo de ella y una banda gris oliva antes de la línea submarginal que es pálida.
Las alas posteriores cuenta con todas las marcas reproducidas del ala anterior, excepto en el macho, la mitad costal es blanquecina, sin marcas. La parte inferior del ala es más pálido. Todas las marcas son más nítidas, con el color de fondo menos moteado. El envés del ala anterior del macho es blanco.
La cabeza, tórax y abdomen son similares a las alas.